# گروسکیرشیم
گروسکیرشیم (به آلمانی: Großkirchheim) یک منطقهٔ مسکونی در اتریش است که در ناحیه اشپیتال آن در دراو واقع شده‌است. گروسکیرشیم ۱٬۶۰۶ نفر جمعیت دارد.